# Alexandre Ducasse
Pour les articles homonymes, voir Ducasse.
Pas d'image ? Cliquez ici

a Compétitions nationales et continentales officielles uniquement.

b Matchs officiels uniquement.
Dernière mise à jour le 28 décembre 2018.
Alexandre Ducasse, né le 17 juin 1986, est un joueur de rugby à XV évoluant au poste de pilier ou de talonneur.

## Palmarès
- Champion de France de rugby à sept en 2001, 2002
- Champion de France Crabos : 2004, 2005

## Statistiques en équipe nationale
- International -21 ans
- International -19 ans :
  - participation au championnat du monde 2005 en Afrique du Sud : 4 sélections (Australie, Géorgie, Afrique du Sud, Pays de Galles).
  - 6 sélections en 2004-2005.
- International -18 ans
- International -17 ans